# Jacqueline Lölling
Jacqueline Lölling (Brachbach, 6 febbraio 1995) è una skeletonista tedesca, medaglia d'argento olimpica a Pyeongchang 2018, vincitrice di un titolo mondiale individuale (nel 2017) e di due nella gara a squadre (nel 2017 e nel 2020), nonché detentrice di tre trofei di Coppa del Mondo, primato condiviso con britannica Alex Coomber.

## Biografia
Pratica lo skeleton sin da giovanissima e dal 2010 compete per la squadra nazionale tedesca. A partire dal 2010/11 iniziò a gareggiare in Coppa Europa e nella Coppa Intercontinentale, competizioni dove si classificò rispettivamente al terzo posto finale nella stagione 2010/11 e al secondo nel 2013/14. Si mise inoltre in luce nelle categorie giovanili vincendo la medaglia d'oro ai I Giochi olimpici giovanili invernali di Innsbruck 2012 e altre tre medaglie ai mondiali juniores, tra cui due d'oro ottenute a Winterberg 2014 e Altenberg 2015, mentre ad Igls 2012 vinse l'argento.
Esordì in Coppa del Mondo nella stagione 2015/16, il 27 novembre 2015 ad Altenberg, occasione in cui ottenne anche il suo primo podio piazzandosi al terzo posto nel singolo. Vinse invece la sua prima gara individuale il 6 gennaio 2017 ad Altenberg e trionfò in classifica generale nel 2016/17, nel 2017/18 e nel 2019/20, raggiungendo la britannica Alex Coomber in cima alla graduatoria di sempre con tre trofei vinti.

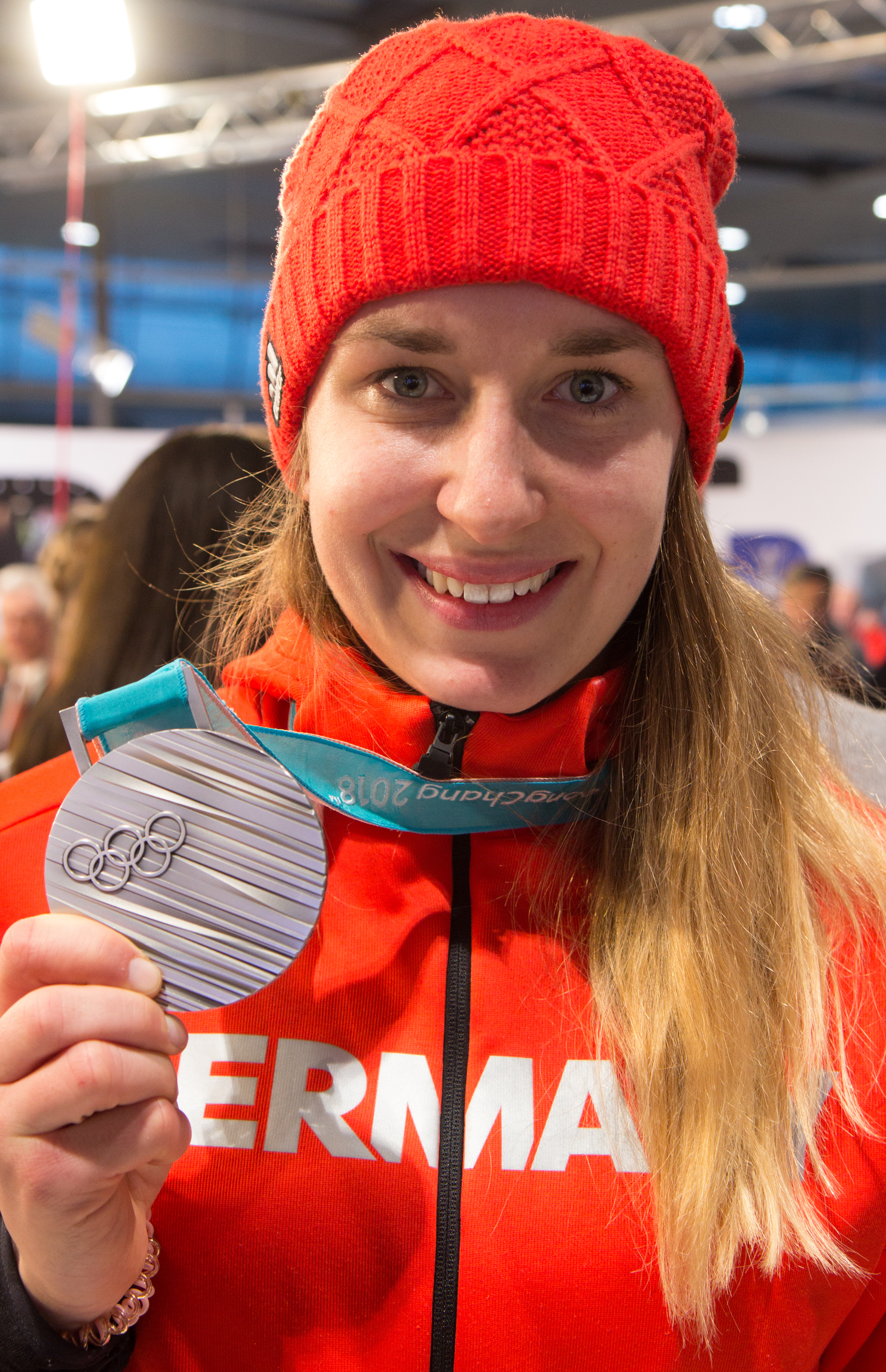
Jacqueline Lölling con la medaglia d'argento olimpica conquistata a

Ha partecipato ai Giochi olimpici invernali di Pyeongchang 2018, vincendo la medaglia d'argento nella gara del singolo, davanti alla britannica Laura Deas (bronzo) e preceduta dall'altra atleta britannica Lizzy Yarnold (oro).

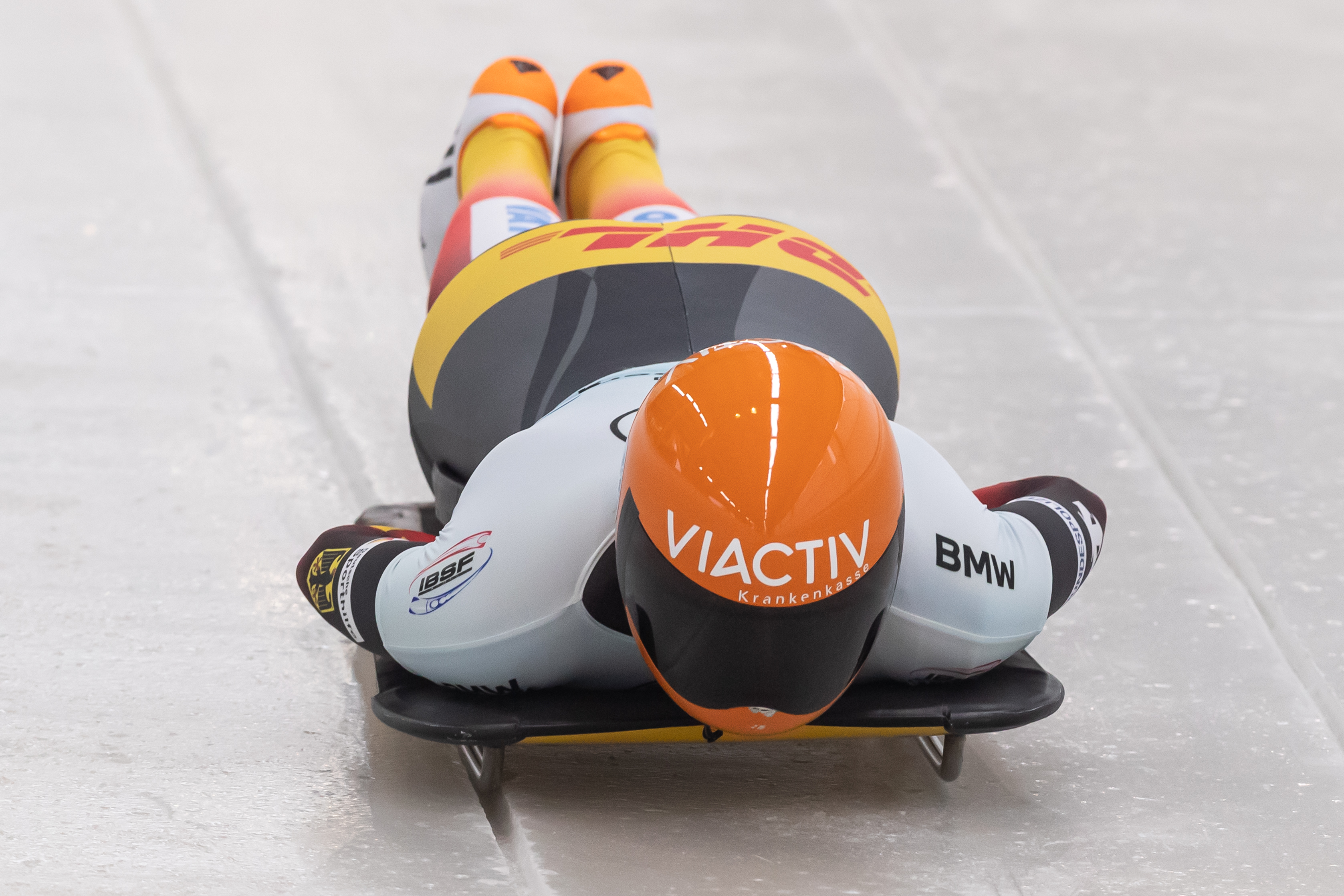
Jacqueline Lölling in gara ai campionati mondiali di Altenberg 2021

Ha preso parte altresì a sei edizioni dei campionati mondiali conquistando un totale di sette medaglie, delle quali tre d'oro. Nel dettaglio i suoi risultati nelle prove iridate sono stati, nel singolo: medaglia d'argento a Winterberg 2015, nona a Igls 2016, medaglia d'oro a Schönau am Königssee 2017, medaglia d'argento a Whistler 2019, quarta ad Altenberg 2020 e medaglia d'argento ad Altenberg 2021; nella gara a squadre: medaglia di bronzo a Igls 2016, medaglia d'oro a Schönau am Königssee 2017, medaglia d'oro ad Altenberg 2020 e medaglia d'argento ad Altenberg 2021. Con il titolo vinto nel 2017 all'età di 22 anni, Jacqueline Lölling divenne inoltre la più giovane campionessa mondiale nella storia dello skeleton.
Nelle rassegne europee ha vinto la medaglia d'oro nell'edizione di Winterberg 2017, l'argento in quella di Igls 2018 e il bronzo a Innsbruck 2019. Ha inoltre vinto tre titoli nazionali (2012, 2015 e 2017).
Jacqueline Lölling quindi, a poco più di 22 anni, aveva già vinto almeno una volta tutte le competizioni più prestigiose ad eccezione delle Olimpiadi (dove vinse poi un argento) e dei circuiti minori di Coppa Europa e Intercontinentale (dove salì comunque sul podio in entrambe le competizioni).

## Palmarès

### Olimpiadi
- 1 medaglia:
  - 1 argento (singolo a Pyeongchang 2018).

### Mondiali
- 8 medaglie:
  - 3 ori (singolo, gara a squadre a Schönau am Königssee 2017; gara a squadre ad Altenberg 2020);
  - 4 argenti (singolo a Winterberg 2015; singolo a Whistler 2019; singolo, gara a squadre ad Altenberg 2021)
  - 1 bronzo (gara a squadre a Igls 2016).

### Europei
- 3 medaglie:
  - 1 oro (singolo a Winterberg 2017);
  - 1 argento (singolo a Igls 2018);
  - 1 bronzo (gara a squadre a Innsbruck 2019).

### Mondiali juniores
- 3 medaglie:
  - 2 ori (singolo a Winterberg 2014; singolo ad Altenberg 2015);
  - 1 bronzo (singolo a Igls 2012).

### Olimpiadi giovanili
- 1 medaglia:
  - 1 oro (singolo a Innsbruck 2012).

### Coppa del Mondo
- Vincitrice della classifica generale nel 2016/17, nel 2017/18 e nel 2019/20.
- 30 podi (tutti nel singolo):
  - 12 vittorie;
  - 10 secondi posti;
  - 8 terzi posti.

#### Coppa del Mondo - vittorie
| Data             | Luogo                | Paese         | Disciplina |
| ---------------- | -------------------- | ------------- | ---------- |
| 6 gennaio 2017   | Altenberg            | Germania      | singolo    |
| 27 gennaio 2017  | Schönau am Königssee | Germania      | singolo    |
| 17 marzo 2017    | Pyeongchang          | Corea del Sud | singolo    |
| 24 novembre 2017 | Whistler             | Canada        | singolo    |
| 8 dicembre 2017  | Winterberg           | Germania      | singolo    |
| 5 gennaio 2018   | Altenberg            | Germania      | singolo    |
| 19 gennaio 2018  | Schönau am Königssee | Germania      | singolo    |
| 14 dicembre 2018 | Winterberg           | Germania      | singolo    |
| 15 febbraio 2019 | Lake Placid          | Stati Uniti   | singolo    |
| 7 dicembre 2019  | Lake Placid          | Stati Uniti   | singolo    |
| 17 gennaio 2020  | Innsbruck            | Austria       | singolo    |
| 22 gennaio 2021  | Schönau am Königssee | Germania      | singolo    |

### Campionati tedeschi
- 7 medaglie:
  - 3 ori (singolo a Winterberg 2012[3]; singolo a Winterberg 2015[3]; singolo a Schönau am Königssee 2017[4]);
  - 4 argenti (singolo ad Altenberg 2016[5]; singolo ad Altenberg 2019[6]; singolo a Schönau am Königssee 2020[7]; singolo a Winterberg 2021[8]);

### Circuiti minori

#### Coppa Intercontinentale
- Miglior piazzamento in classifica generale: 2ª nel 2013/14;
- 9 podi (nel singolo):
  - 3 vittorie;
  - 2 secondi posti;
  - 4 terzi posti.

#### Coppa Europa
- Miglior piazzamento in classifica generale: 3ª nel 2010/11;
- 9 podi (nel singolo):
  - 6 vittorie,
  - 3 terzi posti.